# Пласервил (Калифорнија)
Пласервил (енгл. Placerville) град је у америчкој савезној држави Калифорнија. По попису становништва из 2010. у њему је живело 10.389 становника.

## Демографија
Према попису становништва из 2010. у граду је живело 10.389 становника, што је 779 (8,1%) становника више него 2000. године.
| Група             | 2000.         | 2010.         |
| Белци             | 7.988 (83,1%) | 7.938 (76,4%) |
| Афроамериканци    | 22 (0,2%)     | 80 (0,8%)     |
| Азијати           | 85 (0,9%)     | 98 (0,9%)     |
| Хиспаноамериканци | 1.212 (12,6%) | 1.863 (17,9%) |
| Укупно            | 9.610         | 10.389        |